# Andoni Zubizarreta
Andoni Zubizarreta Urreta, španski nogometaš, poslovnež, * 23. oktober 1961, Vitoria, Španija.
Zubizarreta je bil dolgo časa nogometaš, ki je odigral največ tekem (126) za špansko nogometno reprezentanco, dokler ga po številu nastopov ni prehitel Iker Casillas. Kot prvi vratar Španije je nastopil na Svetovnih prvenstvih 1986, 1990, 1994 in 1998, pri čemer je nastopil na 16 tekmah na zaključnih turnirjih Svetovnega prvenstva. Prvi vratar Španije je bil tudi na Evropskih prvenstvih 1988 in 1996. Po Svetovnem prvenstvu 1998 je zaključil kariero tako v klubu kot v izbrani vrsti. V španski prvi ligi je nastopal za Athletic Bilbao, Barcelono in Valencio, pri čemer je med letoma 1981 in 1998 zbral 622 nastopov v tem tekmovanju. Osvojil je šest naslovov prvaka Španije, dvakrat z Bilbaom in štirikrat z Barcelono, s katero je leta 1992 osvojil tudi Ligo prvakov.
Danes je radijski in televizijski komentator.